# Kąt równoległości

Dwa kąty Łobaczewskiego wyprowadzone z punktu promienie równoległe do prostej (kolor niebieski) zaznaczono kolorem purpurowym, a odcinek prostopadły – kolorem zielonym.

Kąty Łobaczewskiego w modelu Poincarégo oznaczone purpurową literą α.

Kąt równoległości odpowiadający odległości {\displaystyle a} – w geometrii hiperbolicznej kąt między prostopadłą, wyprowadzoną z punktu {\displaystyle A} znajdującego się w odległości {\displaystyle d} od prostej {\displaystyle p,} a promieniem {\displaystyle r} równoległym do prostej {\displaystyle p} wyprowadzonym z punktu {\displaystyle A.} Kąt równoległości nazywany jest także kątem Łobaczewskiego i oznaczany jest przez {\displaystyle \Pi (d)}.
Istnieje taka stała {\displaystyle R} zależna od skali odległości w przestrzeni hiperbolicznej, że jeśli {\displaystyle d} jest odległością punktu {\displaystyle A} od prostej {\displaystyle p,} to:
{\displaystyle \Pi (d)=2\operatorname {arctg} \,e^{-{\frac {d}{R}}}}.
Jeśli {\displaystyle B} jest takim punktem prostej {\displaystyle p,} że odcinek {\displaystyle AB} jest prostopadły do {\displaystyle p,} to możemy napisać:
{\displaystyle \Pi (AB)=\measuredangle BAM_{\infty }=\measuredangle N_{\infty }AB,}
gdzie punkty {\displaystyle M_{\infty }} i {\displaystyle N_{\infty }} są punktami w nieskończoności.

## Własności
- Wzór na kąt równoległości można też zapisać następująco:

{\displaystyle \operatorname {tgh} \,{\frac {d}{R}}=\cos \Pi \,(d).}
Wystarczy w tym celu do wzoru
{\displaystyle \cos \alpha ={\frac {1-\operatorname {tg} ^{2}{\frac {\alpha }{2}}}{1+\operatorname {tg} ^{2}{\frac {\alpha }{2}}}}}
podstawić {\displaystyle \alpha =\Pi (d),} a następnie skorzystać ze wzoru
{\displaystyle \operatorname {tg} {\frac {\Pi (d)}{2}}=e^{-{\frac {d}{R}}}}
oraz licznik i mianownik powstałego ułamka pomnożyć przez {\displaystyle e^{\frac {d}{R}}.}
- Z punktu {\displaystyle A} można wyprowadzić dwa różne promienie równoległe do prostej {\displaystyle p.} Oba te promienie są położone symetrycznie względem prostopadłej do prostej {\displaystyle p} poprowadzonej z punktu {\displaystyle A} i dlatego tworzą z tą prostopadłą ten sam kąt {\displaystyle \Pi (AB)}[4].
- Na rysunku mamy dwa przystające trójkąty asymptotyczne prostopadłe: {\displaystyle ABN} i {\displaystyle ABM.} Z własności trójkątów asymptotycznych prostopadłych wynika, że {\displaystyle \Pi (AB)} jest funkcją.
- Jeśli {\displaystyle AB>CD,} to {\displaystyle \Pi (AB)<\Pi (CD).} Zatem funkcja {\displaystyle \Pi (x)} jest funkcją różnowartościową[5].
- Trójkąt NAM jest trójkątem podwójnie asymptotycznym. Kąt przy wierzchołku {\displaystyle A} jest równy {\displaystyle 2\Pi (AB).} Pozostałe kąty zgodnie z twierdzeniem Bolyai są kątami zerowymi.
- {\displaystyle \lim _{d\to 0}\Pi (d)={\frac {\pi }{2}},\lim _{d\to \infty }\Pi (d)=0}[6].